# 越资德丰杰投资股份
越資德丰杰投资股份有限公司，簡稱越資德丰杰投资股份及越資德丰杰投资（英語：DFJ VinaCapital）（LSE：VOF），現時投資越南所有多元化企業。包括房地產、基建等各行業。是由越資股份有限公司及德丰杰投资合營的。

## 外部連結
- 越資德丰杰投资股份有限公司 （页面存档备份，存于）